# 菲吉格省
32°07′00″N 1°13′37″W / 32.11667°N 1.22694°W

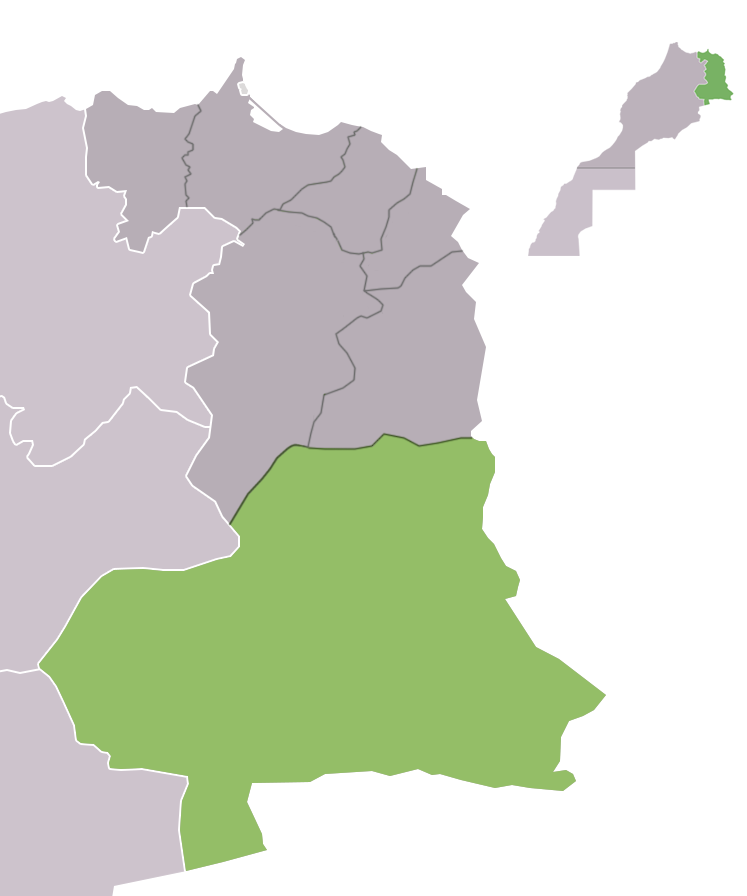

菲吉格省（阿拉伯语：‎），是摩洛哥的省份，位於該國東北部，由東部大區負責管轄，首府設於布阿爾費，面積55,950平方公里，2014年人口138,325，人口密度每平方公里2.5人。